# De Synthetisten
De Synthetisten (Les Synthétistes) is een groep van Belgische componisten met de bedoeling diverse tendensen in de muziek vanaf 1925 te syntetizeren.
Rond 1925 schaarde zich een groep leerlingen rond meester Paul Gilson; zij gaven in mei 1925 het tijdschrift La Revue Musicale Belge uit, Gilson was artistiek leider en Marcel Poot was hoofdredacteur. De Synthetisten verenigden zich om de zestigste verjaardag van hun geliefde meester Gilson wat meer luister bij te zetten. Hun doel: «Couler dans des formes bien définies, bien équilibrées, tous les apports de la musique actuelle, sythétiser» (Gaston Brenta).
De groepsleden waren:
- René Bernier (1905-1984)
- Francis de Bourguignon (1890-1961)
- Gaston Brenta (1902-1969)
- Théo De Joncker (1894-1964)
- Robert Otlet
- Marcel Poot (1901-1988)
- Maurice Schoemaker (1890-1964)
- Jules Strens (1893-1971)

Aangespoord door hun meester Paul Gilson, verder door en aanvraag van Arthur Prévost, kapelmeester van het Groot Harmonieorkest van de Belgische Gidsen en omdat dit orkest voor 1932 het enige beroepsorkest in België was, lieten De Synthetisten zich ertoe bewegen voor harmonieorkest te schrijven. Uiteraard waren hun eerste werken voor dit beroepsharmonieorkest geschreven, doch meerdere onder hen bleven later ook voor amateurkorpsen schrijven.
Het was de Muziekkapel van het 3e Linie Regiment te Oostende dat toen onder leiding stond van Constant Moreau die het eerste concert gewijd aan de componisten uit de groep van De Synthetisten in december 1929 uitvoerde. Op het programma stonden volgende werken:
Paul Gilson: Deux Adaptions Musicales
Gaston Brenta: Variations sur un Thème Congolais
René Bernier: Epitaphe
Francis de Bourguignon: Concertino voor piano en harmonieorkest (met de componist aan de vleugel)
Marcel Poot: Charlot
Théo De Joncker: Charles Stratton
Maurice Schoemaker: Vuurwerk
Het eerste grote concert van De Synthetisten te Brussel vond plaats op donderdag 27 februari 1930 in het Koninklijk Conservatorium. Het Groot Harmonieorkest van de Belgische Gidsen speelde onder leiding van Arthur Prévost:
Paul Gilson: Poème Symphonique en forme d'ouverture
Théo De Joncker: Deux Extraits du Jardin des Supplices
Maurice Schoemaker: Deux Fantasques
Francis de Bourguignon: Concertino voor piano en harmonieorkest
René Bernier: Epitaphe pour orchestre de cuivres
René Bernier: Mélodies Brèves pour voix seule et instrument à vent (met Linne Mertens als soliste)
Jules Strens: Danse funambulesque  - (Koordendans), choreografische schets
Marcel Poot: Charlot (3e deel)
Marcel Poot: Jazz Music
Gaston Brenta: Zo 'har, choreografisch gedicht.
De groep De Synthetisten (Les Synthétistes) wilde duidelijk een Belgisch tegenhanger vormen voor de beroemde Franse componistengroep Les Six. In tegenstelling tot de revolutionaire manifestatie van Les Six, deden De Synthetisten dus eerder een martiale intocht via een militaire kapel. Hun eerste symfonisch concert greep pas in 1931 plaats, en dit te Brussel door een groot kamerorkest onder leiding van Franz André. Ondertussen waren zij echter allen individueel bekend geworden en gingen zij elk hun eigen weg.
In 1975 - precies vijftig jaar later - werden de Synthetisten herdacht met een aantal radioconcerten op Belgische Radio- en Televisieomroep (BRT 3). Een van de concerten werd gegeven door het Groot Harmonieorkest van de Belgische Gidsen onder leiding van Yvon Ducène op 5 december 1975 in Studio 4, te Brussel.